# جان سی. استنیس
جان سی. استنیس (به انگلیسی: John C. Stennis) سناتور سابق عضو حزب دموکرات ایالات متحده آمریکا بود. وی در سال ۱۹۴۷ تا ۱۹۸۹ میلادی سناتور ایالت میسیسیپی در سنای ایالات متحده آمریکا بود.